# Castello di Rivalta (Lesignano de' Bagni)
Il castello di Rivalta era un maniero medievale, che sorgeva sulle colline adiacenti al piccolo borgo di Rivalta, frazione di Lesignano de' Bagni, in provincia di Parma.

## Storia
Il castello fu edificato per volere della Diocesi di Parma nella prima metà del XIV secolo. Quale avamposto fortificato, fu inoltre costruito, a valle del maniero, il cosiddetto "castello dell'Elfo".
Nel 1335 la fortezza pervenne al vescovo di Parma Ugolino de' Rossi, che la assegnò a Michele Pagano da Marchesella; quest'ultimo rinunciò a tale investitura e il feudo passò alla famiglia Rossi, che lo fortificò costruendo una doppia cinta muraria.
Nel 1464 Pier Maria II de' Rossi assegnò nel testamento il maniero a Ottaviano, che, pur risultando formalmente figlio di Bianca Pellegrini, sua amante, e del marito Melchiorre Arluno, in realtà era molto più probabilmente figlio naturale del conte. Tuttavia, Ottaviano premorì a Pier Maria, perciò i beni a lui destinati furono assegnati all'erede principale Guido.
La disastrosa guerra dei Rossi avviata agli inizi del 1482 stravolse i piani di Pier Maria, che morì nel vicino castello di Torrechiara il 1º settembre di quell'anno; dopo la spartizione dell'eredità, la fortificazione passò a Guido, ma dopo pochi mesi fu requisita da Ludovico il Moro; nel 1484 il duca, dopo la rinuncia da parte di Giovanni da Verona, la restituì al Comune di Parma, che ne aveva fatto richiesta il 17 febbraio di quell'anno.
In seguito, il maniero, unitamente al vicino castello di Lesignano, fu assegnato ai conti Sforza di Santa Fiora; nel 1707 le terre furono ereditate con gli altri beni della stirpe dal duca di Onano Federico III Sforza, che dal 1673 aveva aggiunto al proprio il cognome della moglie Livia, dando origine alla famiglia Sforza Cesarini; la casata mantenne i diritti feudali sul luogo fino alla loro abolizione sancita da Napoleone per l'ex ducato di Parma e Piacenza nel 1805.
Il castello, ormai in rovina, fu completamente abbandonato e gli ultimi resti furono utilizzati nel 1922 per realizzare la massicciata della strada comunale.
Sopravvisse invece l'avamposto fortificato noto come "castello dell'Elfo", che tra il 1997 e il 2003 fu completamente recuperato e trasformato in struttura ricettiva.